# Gustave Fiévet
Gustave Fiévet (Sombreffe, 8 maart 1892 – 2 januari 1957) was een Belgisch volksvertegenwoordiger.

## Levensloop
Handelaar van beroep, werd Fiévet verkozen tot gemeenteraadslid en schepen van Sombreffe van 1921 tot 1932. Hij was opnieuw gemeenteraadslid van 1940 tot 1947. In 1947 werd hij burgemeester van de gemeente. Hij was ook provincieraadslid van 1932 tot 1946.
Tijdens de Tweede Wereldoorlog werd hij weggevoerd als politieke gevangene.
In 1946  werd hij verkozen tot BSP-volksvertegenwoordiger voor het arrondissement Namen en vervulde dit mandaat tot aan zijn dood.
Er is een Rue Gustave Fiévet in Sombreffe.